# Ainerigone
Ainerigone saitoi és una espècie d'aranya araneomorfa de la subfamilia Erigoninae, pertanyent a la família Linyphiidae. És l'únic membre del gènere monotípic Ainerigone.
Fou descrita per primera vegada per Kiril Ieskov l'any 1993,

## Distribució
Es pot trobar a Hokkaidō del Japó i a Sajalin i les Kurils a Rússia.